# St. Agatha (Merchingen (Merzig))

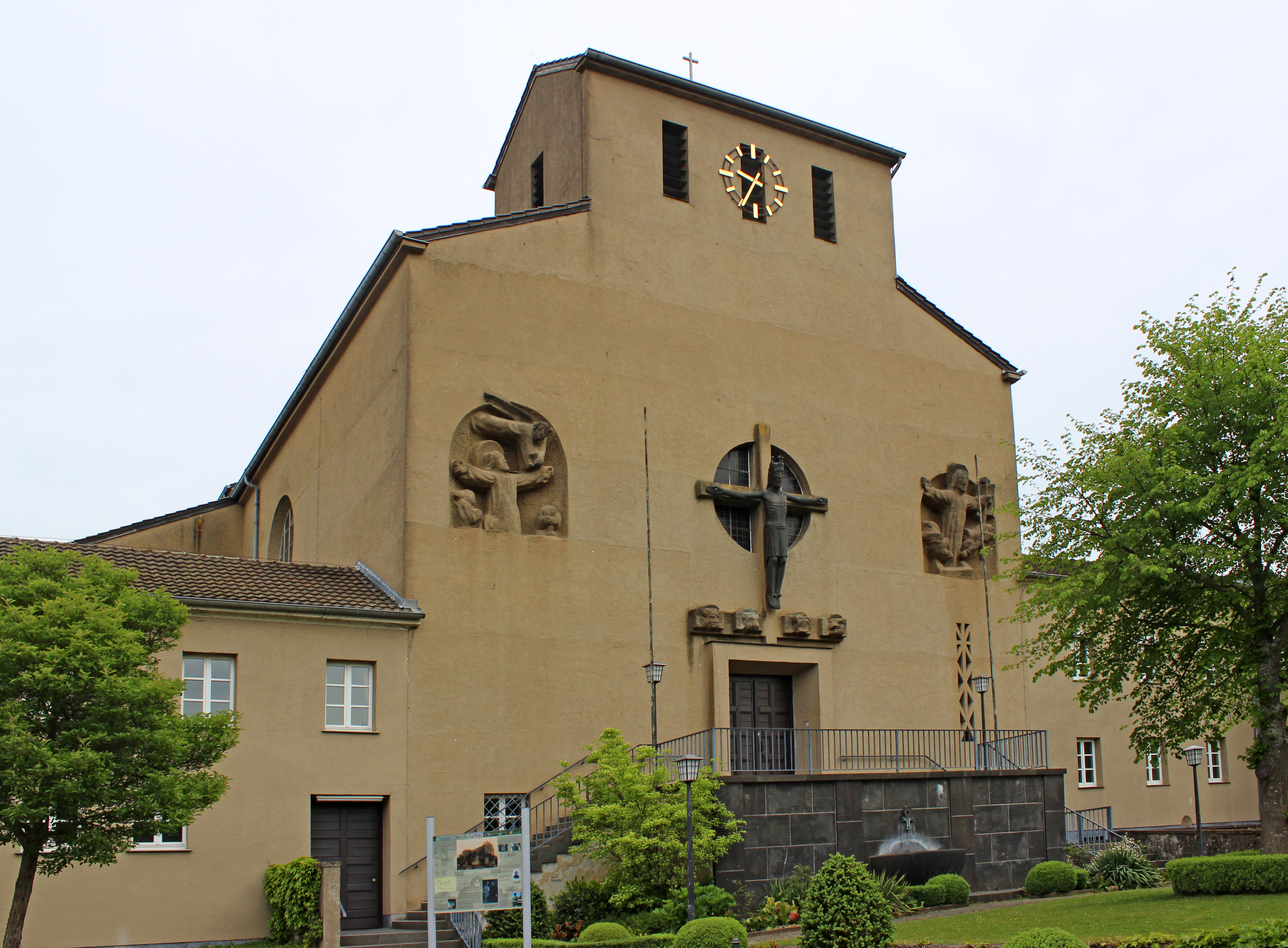
Die katholische Pfarrkirche St. Agatha in Merchingen

Die Kirche St. Agatha ist eine der frühchristlichen Jungfrau und Märtyrerin Agatha von Catania gewidmete römisch-katholische Pfarrkirche in Merchingen, einem Stadtteil von Merzig, Landkreis Merzig-Wadern, Saarland. Das in der Denkmalliste des Saarlandes als Einzeldenkmal aufgeführte Kirchengebäude gilt als richtungsweisend für die modernere Kirchenarchitekturgeschichte im deutschsprachigen Raum.

## Geschichte
Die erste urkundliche Erwähnung einer der heiligen Agatha gewidmeten Kapelle in Merchingen ist für das Jahr 1494 belegt. Laut einem bischöflichen Visitationsprotokoll aus dem Jahr 1657 war Merchingen eine Filiale der Pfarrei St. Peter in Merzig und wurde durch die Prämonstratenser der Abtei Wadgassen seelsorgerisch betreut.
Die Kapelle aus dem 15. Jahrhundert wurde im Jahr 1793 durch den Neubau einer Kirche an gleicher Stelle ersetzt. Diese Kirche wurde schließlich zur Pfarrkirche erhoben, nachdem Merchingen nach jahrzehntelangen Bemühungen am 5. Juni 1821 die Ausgliederung aus der Pfarrei Merzig erreichte und zu einer eigenständigen Pfarrei wurde. Im Jahr 1823 wurde die Kirche um einen Chorraum, eine Sakristei und einen Turm erweitert. Durch den Einbau einer Empore im Jahr 1869 erhielt die Kirche zusätzliche Sitzplätze, doch bereits im Jahr 1870 galt das Gotteshaus als zu eng und war zudem in einem baulich schlechten Zustand.
Im Jahr 1907 gründete die Pfarrei einen Kirchenbauverein, und Planungen für einen Kirchenneubau begannen, die aber durch den Ausbruch des Ersten Weltkrieges zunichtegemacht wurden. Gut zehn Jahre nach dem Ende des Krieges belebte Pastor Johann Speicher, der im April 1928 sein Amt antrat, den Kirchenbauverein wieder, sodass die Planungen und die Beschaffung der erforderlichen Finanzmittel für den Neubau einer Kirche in Merchingen wieder in Angriff genommen werden konnten. Im Jahr 1929 fand in der alten Kirche die letzte Eucharistiefeier statt.
Im Juni 1928 richtete sich Pastor Speicher in einem Brief an den Architekten Clemens Holzmeister (Wien), in dem er Holzmeister bat, die Pläne für den Kirchenneubau zu entwerfen. Dieser zeigte Interesse, und nach einem Besuch in Merchingen legte Holzmeister im Oktober 1928 die ersten Entwürfe vor.
Am 10. Mai 1929 begann die Herrichtung der Baustelle und die Ausschachtung der Fundamente. Die eigentlichen Bauarbeiten begannen am 7. Juni 1929, und am 14. Juli 1929 konnte die Grundsteinlegung vorgenommen werden. Das Richtfest der Bauhandwerker fand am 12. Oktober 1929 statt. Es folgte die Baupolizeiliche Genehmigung am 14. November 1929, die Rohbauabnahme am 15. November 1929 und am 22. Dezember 1929 die Benediktion mit der Übertragung des Allerheiligsten und der ersten heiligen Messfeier. Die Konsekration nahm am 1. Juni 1930 der Trierer Weihbischof Antonius Mönch vor. Die mit der Kirche eine architektonische Einheit bildenden Pfarrhaus und Pfarrsaal waren im November 1930 bezugsfertig. Die endgültige künstlerische Ausgestaltung der Kirche zog sich noch bis zum Jahr 1935 hin.
Aufgrund von Betonschäden wurde bereits im Jahr 1934 eine erste Restaurierung der Kirche nötig. Der Abriss der alten Kirche aus dem 18. Jahrhundert erfolgte im Jahr 1937.
Während des Zweiten Weltkrieges wurde das Kirchengebäude im Winter 1944/45 von neun Artilleriegranaten getroffen und schwer beschädigt. Auch die Inneneinrichtung wurde stark in Mitleidenschaft gezogen. Aufgrund von Material- und Geldknappheit konnten in den ersten Jahren nach dem Krieg die Schäden nur notdürftig beseitigt werden.
Von 1979 bis 1985 wurde die Kirche einer umfassenden Sanierung und Restaurierung unterzogen, deren Kosten sich auf rund eine Million DM beliefen.
Im Jahr 2000 wurde Merchingen Teil des neu gebildeten Seelsorgebezirks Merzig, zu dem auch die Pfarreien, Bietzen, Brotdorf, Merzig-St. Josef und Merzig-St. Peter gehören. Später kam auch noch Besseringen hinzu.
Im Jahr 2002 kam es im Rahmen des Projektes „KinOrgel“ zu einer profanen Nebennutzung der Kirche für experimentelles Kino.
2009 wurde das Glockengeläut restauriert, und 2010 das Kirchengebäude innen und außen.

## Architektur

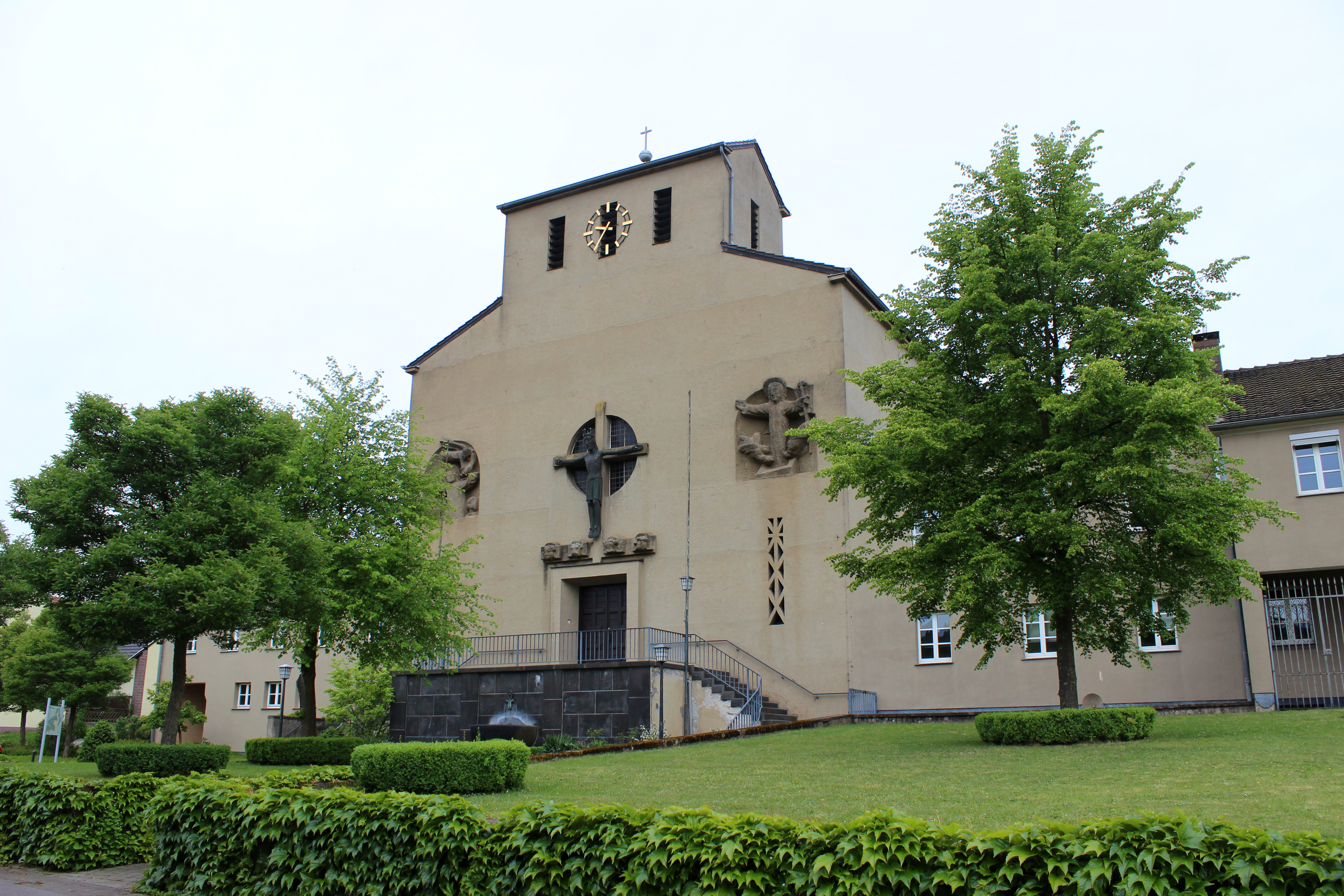
Weitere Ansicht der Kirche

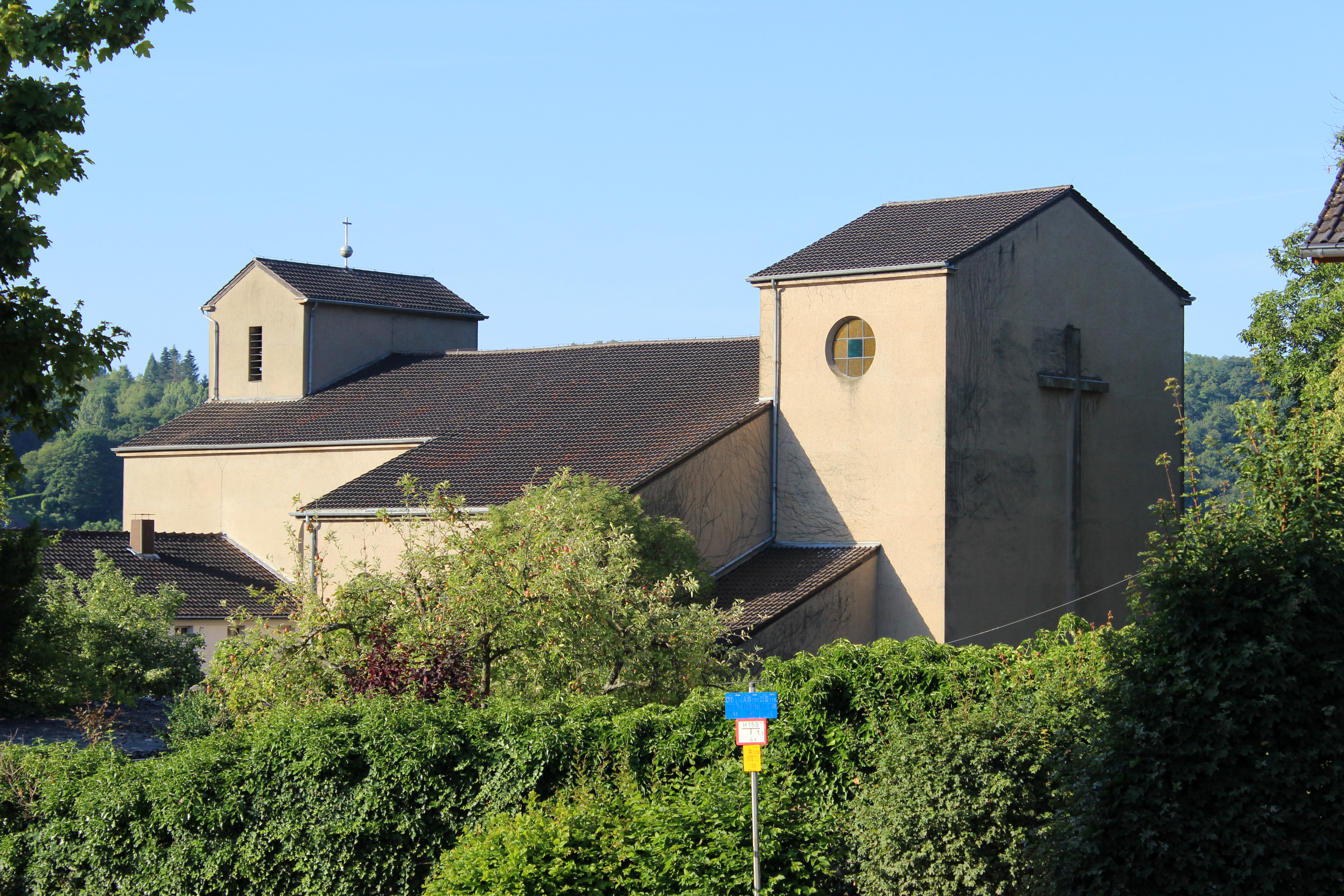
Seitenansicht

Der Außenbau der in Warmbeton ausgeführten Kirche ist schlicht und einfach. An die Kirche sind das Pfarrhaus und der Pfarrsaal angebaut, die zusammen eine Einheit mit durchgehender Straßenfront bilden. Der Grundriss des eigentlichen Kirchengebäudes ist ein Kreuz mit breitem Querbalken.
Zum Eingangsportal, über dem sich ein Ornament-Rundfenster befindet, führt eine breite doppelläufige Treppe. Das Rundfenster über dem Portal, überlagert von einem großen Betonkreuz mit einer aus Kupferblech getriebenen Christusfigur von Karl Bodingbauer, wird links und rechts von gegossenen Reliefs flankiert. Die Reliefs zeigen links die Ölbergszene und rechts die Darstellung der Auferstehung.
Die Kirche verfügt über zwei Türme. Zum einen den Glockenturm, der sich als Teil der Frontfassade darstellt, und einen Turm, der sich am gegenüberliegenden Ende des Kirchengebäudes befindet. Der Glockenturm besitzt auf seiner Vorderseite drei Schalllöcher, wobei über dem mittleren Schallloch das vergoldete Zifferblatt der Turmuhr angebracht ist. Ein weiteres Schallloch befindet sich in den Giebelseiten. Gekrönt wird der Glockenturm von einer Kugel mit Kreuz. Der zweite Turm, der das Hauptschiff um vier Meter überragt, wird von fünf Rundfenstern durchbrochen. Auf seiner Rückseite befindet sich ein einfaches, schmales Betonkreuz. Der zweite Turm, der von Holzmeister Sakramentsturm genannt wurde, hat die Funktion, den Altarraum mit indirektem Tageslicht zu versorgen, das durch die fünf hoch liegenden Rundfenster fällt.
Um die Gemeinde möglichst nah um den Altar zu versammeln, verzichtete Architekt Holzmeister im Innenraum auf das traditionelle Gegenüber von Altar und Gläubigen. Durch das breit angelegte und um zwei Querarme erweiterte Hauptschiff wird den Gläubigen ermöglicht, auf den Altar zu sehen.
Die schlichte Sachlichkeit der Kirche traf zur Entstehungszeit zunächst nicht überall auf Anklang und löste in der römisch-katholischen Welt eine lebhafte Diskussion aus. Holzmeisters Sakralbau wurde als „Grosses Bauernhaus mit Scheune“, „Gotteslästerung im Bild“ oder auch landläufig als „Bauernkirche“ bezeichnet. Heute gilt die Kirche jedoch als ein Prototyp des modernen Kirchenbaus.

## Ausstattung
Die Konzeption der Innenausstattung entwarf Holzmeister in den Jahren 1929 bis 1930. Der Großteil der Ausstattung, vom Kirchengestühl über die Kommunionbank bis hin zu den Kerzenhaltern und Beleuchtungskörpern, geht auf Skizzen Holzmeisters zurück.
In Zusammenarbeit mit Holzmeister, entwarf Glasmaler Anton Wendling (Aachen) von 1929 bis 1930 die Fenster der Kirche, bei denen Blau- und Rot-Töne überwiegen. Auch Paramente, Teppich und Hungertuch wurden zur gleichen Zeit zusammen von Holzmeister und Wendling entworfen.
Der Maler Peter Hecker schuf von 1933 bis 1934 das Gemälde im Altarraum, das 2010 einer Restaurierung unterzogen wurde. Auch das zeitgleich entstandene Gemälde in der Taufkapelle stammt von Hecker.
Die Holzfiguren im Inneren und die Plastiken an der Außenfront wurden 1929 bis 1930 von den Bildhauern Jakob Adlhart und Karl Bodingbauer (Tirol) geschaffen.
Das im Jahr 1999 entstandene Ensemble der Teppichläufer wurde in Nepal geknüpft und in der Schweiz eingefärbt.
Der ursprünglich für die Kirche im Jahr 1929 angefertigte Kreuzweg im Holzschnitt von Lyrikerin, Bildhauerin und Zeichnerin Ruth Schaumann (München), befindet sich seit 1960 in der Kirche St. Josef in Lebach-Falscheid.

## Orgel

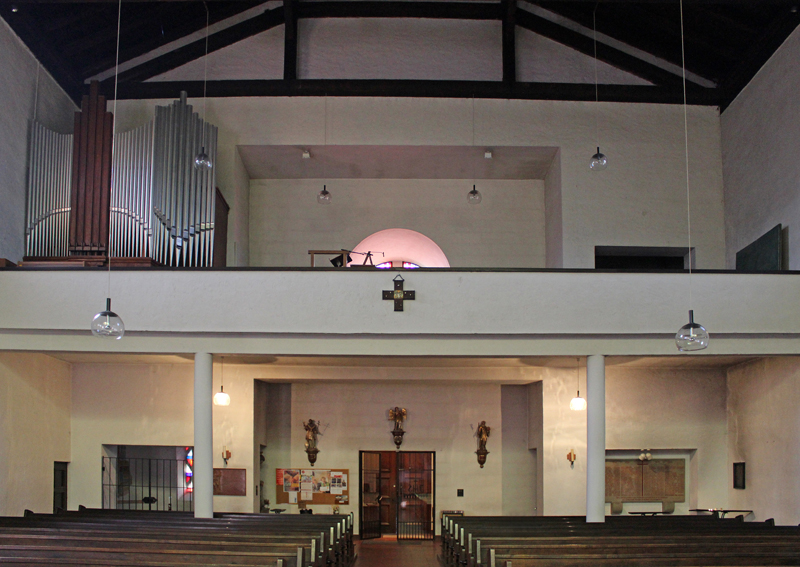
Blick zur Empore mit der Späth-Orgel

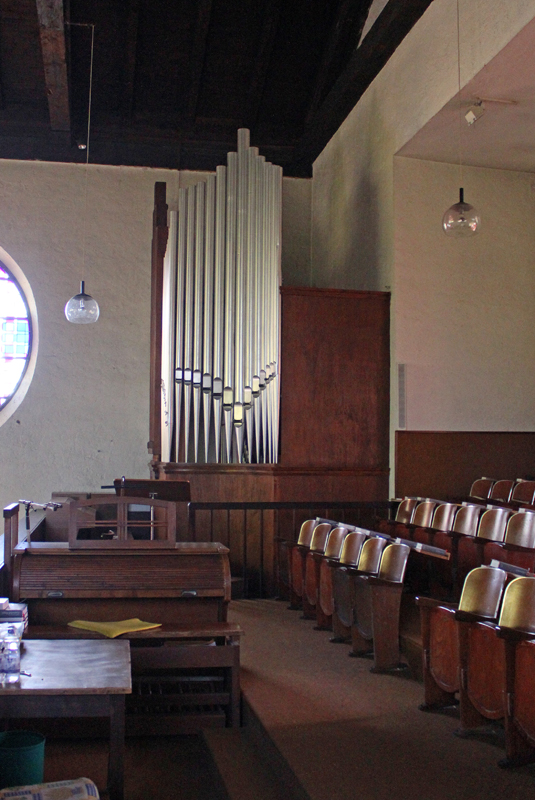
Auf der Empore

Im Jahr 1951 erhielt die Kirche ihre erste Orgel, erbaut durch die Firma Späth (Mengen), die an Weihnachten des gleichen Jahres in Dienst gestellt wurde. Im Jahr 2000 erfolgte der Einbau von zwei Setzerkombinationen durch Hubert Fasen.
Das Kegelladen-Instrument, verfügt über 7 (8) Register, verteilt auf ein Manual und Pedal. Die ursprüngliche Planung sah ein zweites, aus Kostengründen nicht gebautes Manual vor, dessen Werk auf der Empore dem heute bestehenden mit gleichem Aussehen gegenüber gestanden hätte. Die Spiel- und Registertraktur ist elektropneumatisch.
Die Disposition lautet wie folgt:
| I Hauptwerk C–g3 |           |    |
| 1.               | Prinzipal | 8′ |
| 2.               | Gedackt   | 8′ |
| 3.               | Praestant | 4′ |
| 4.               | Rohrflöte | 4′ |
| 5.               | Mixtur 4f |    |
| 6.               | Trompete  | 8′ |

| Pedal C–f1 |          |                        |
| 7.         | Subbass  | 16′                    |
|            | Zartbass | 16′ (Windabschwächung) |

- Koppeln: I/P
- Spielhilfen: 2 Setzerkombinationen

## Glocken
Die älteste Glocke in Merchingen stammte aus dem 15. Jahrhundert und wurde im Jahr 1412 gegossen, und wahrscheinlich 1872 umgegossen. Zu dieser Glocke kam im Jahr 1621 eine zweite hinzu. Zu Kriegszwecken musste im Ersten und im Zweiten Weltkrieg je eine Glocke abgegeben werden, die nach den Kriegen durch neue ersetzt wurden. Im Jahr 1949 erhielt die Kirche eine neue Glocke, die die zuvor im Zweiten Weltkrieg beschlagnahmte ersetzte. Zu dieser kamen im Jahr 1962 vier weitere Glocken hinzu. Seitdem befindet sich in Merchingen ein Fünfer-Geläut.
| Nr. | Name        | Ton  | Gewicht (kg) | Gießer, Gussort                       | Gussjahr |
| 1   | Christkönig | cis' | 2000         | J. Mark, Brockscheid/Eifel            | 1962     |
| 2   | Agatha      | e'   | 1200         | J. Mark, Brockscheid/Eifel            | 1962     |
| 3   | Michael     | fis' | 850          | J. Mark, Brockscheid/Eifel            | 1962     |
| 4   | Josef       | gis' | 650          | J. Mark, Brockscheid/Eifel            | 1962     |
| 5   | Maria       | h'   | 340          | F. Causard, Colmar/Elsaß (Frankreich) | 1949     |

## Priester in Merchingen
- 1822–1823: Theodor Herzig
- 1824–1857: Johann Matthias Deutsch
- 1857–1863: Johann Paulin Hirschfeld
- 1863–1865: Friedrich Merziger
- 1865–1869: Johann Anton Grünewald
- 1869–1879: Wilhelm Peiffer
- 1885–1893: Johann Weyrauch
- 1894–1927: Peter Pies
- 1928–1939: Johann Speicher
- 1940–1950: Eugen Helms
- 1950–1961: Josef Kraus
- 1961–1976: Friedrich Hilgert
- 1976–1977: Winfried Schnur
- 1977–1994: Fritz Schmitt
- 1995–2007: Jürgen Waldorf
- seit 2007:   Bernhard Schneider[13]